# Cvetulja
Cvetulja (en serbe cyrillique : Цветуља) est un village de Serbie situé dans la municipalité de Krupanj, district de Mačva. Au recensement de 2011, il comptait 215 habitants.

## Démographie
| 1948 | 1953 | 1961 | 1971 | 1981 | 1991 | 2002 | 2011 |
| ---- | ---- | ---- | ---- | ---- | ---- | ---- | ---- |
| 687  | 680  | 588  | 513  | 435  | 298  | 273  | 215  |

|  |